# Tu sĩ Mary Ignatius Davies
Tu sĩ Mary Ignatius Davies (18 tháng 11 năm 1921−9 tháng 2 năm 2003) là một thành viên của Sisters of Mercy và giáo viên âm nhạc truyền cảm hứng được biết đến với công việc của bà tại Trường Alpha Boys.

## Sự nghiệp
Mary Davies sinh ra ở Innswood, Giáo xứ Saint Catherine, Jamaica, Davies được rửa tội tại Nhà thờ Công giáo La Mã St. Joseph ở Spanish Town, và đến Trường tiểu học St. Catherine. Sau khi gia đình bà chuyển đến Kingston, bà theo học tại Trường tiểu học Mico và sau đó là Học viện Alpha, trường trung học dành cho nữ sinh gắn liền với Trường Alpha Boys. Bà gia nhập Sisters of Mercy vào ngày 1 tháng 2 năm 1939, 17 tuổi, lấy tên Ignatius, và sống ở trường cho đến cuối đời.
Bà đã truyền cảm hứng cho nhiều nhạc sĩ từ trường Alpha trở thành nhạc sĩ chuyên nghiệp, bao gồm cả Skbornites Tommy McCook, Don Muffond và Johnny "Dizzy" Moore, cũng như nghệ sĩ tam tấu Rico Rodriguez và Leslie Thompson, người đã trở thành nhạc trưởng da đen đầu tiên của Dàn nhạc giao hưởng London. Bà đã đóng góp cho Island Rock, một bộ phim tài liệu phát sóng năm 2002 trên BBC Radio 2 để kỷ niệm 40 năm độc lập của Jamaica.
Tu sĩ Mary Ignatius có một bộ sưu tập kỷ lục lớn là sự ghen tị của nhiều học sinh tại Học viện, và là một fan hâm mộ lớn của nhạc blues và jazz. Trong nhiều năm, bà đã vận hành một hệ thống âm thanh vào các buổi chiều thứ bảy tại trường, nơi thu hút mọi người từ các khu vực xung quanh.
Mặc dù nổi tiếng với việc giảng dạy các nhạc sĩ, bà cũng tham gia vào việc dạy bóng đá, cricket, đấm bốc, bóng bàn và domino tại trường.
Năm 1996, bà được trao tặng Huy hiệu danh dự cho các dịch vụ ở Jamaica.
Bà qua đời tại Bệnh viện Đại học West Indies, Jamaica, vào ngày 9 tháng 2 năm 2003, ở tuổi 81, sau khi bị đau tim vào ngày hôm trước.